# Chāībāsa
Chāībāsa är en ort i Indien.   Den ligger i distriktet Pashchim Singhbhūm och delstaten Jharkhand, i den östra delen av landet, 1 100 km sydost om huvudstaden New Delhi. Chāībāsa ligger 237 meter över havet och antalet invånare är 66 252.
Terrängen runt Chāībāsa är platt åt sydost, men åt nordväst är den kuperad. Terrängen runt Chāībāsa sluttar österut. Runt Chāībāsa är det tätbefolkat, med 319 invånare per kvadratkilometer. Trakten runt Chāībāsa består till största delen av jordbruksmark.